# Након
Након (*д/н — 965/967) — верховний князь ободритів з кінця 930-х років до 965/967 років.

## Життєпис
Походив зі знатного ободрицького роду Наконідів. Ймовірно брав участь у спротиві 928—929 років нападу військ Генріха I Птахолова, короля Німеччини. Слідом за поразкою Након у 931 хрестився (разом з іншими вождями та князями Ободрицького союзу), що було однієї з умов мирної угоди між Віцлавом III, верховним князем ободритів, та королем Німеччини.
Після смерті Віцлава III у 934 році, Након у 934 році розпочав боротьбу за князівську владу. Проте невідомо, коли саме він став верховним князем Ободрицького союзу. Можливо, став панувати спільно з братом Стоїгнєвом.
Вперше Након згадується у середньовічних літописах Відукінда Корвейського і Тітмара Мерзебурзького відносно до подій 955 року. Напевне, до цього періоду здійснив низку успішних походів проти данів, саксів, приборкав повстання слов'янського племені вагрів.
Вважається, що значне посилення потуги Накона до середини 950-х років викликало занепокоєння з боку німецького короля Оттона I, який разом з саксами та руянами рушив проти ободритів. Вирішальна битва відбулася на річці Ракса, де війська ободритів на чолі зі Стоїгнєвом зазнали нищівної поразки. Стоїгнєв незабаром загинув. Након став одноосібним володарем ободритів, але змушений був визнати зверхність Німеччини.
Наступні 10 років Након присвятив зміцненню Ободрицького союзу, сприяючи торгівлі, зміцненню міст Рерік (відомий у німців як Мекленбург), Старигард, Любішу (сучасний Любек), Ленцен. Переніс свою ставку до Старигарда, хоч Рерік і зберігав свій високий статус. Було зведено нове місто Звірин біля озера з цією ж назвою (сьогодні Шверін). Помер Након між 965 та 967 роками. Йому спадкував старший син Мстивой II.